# جغرافیای گینه بیسائو

موقعیت گینه بیسائو در غرب آفریقا

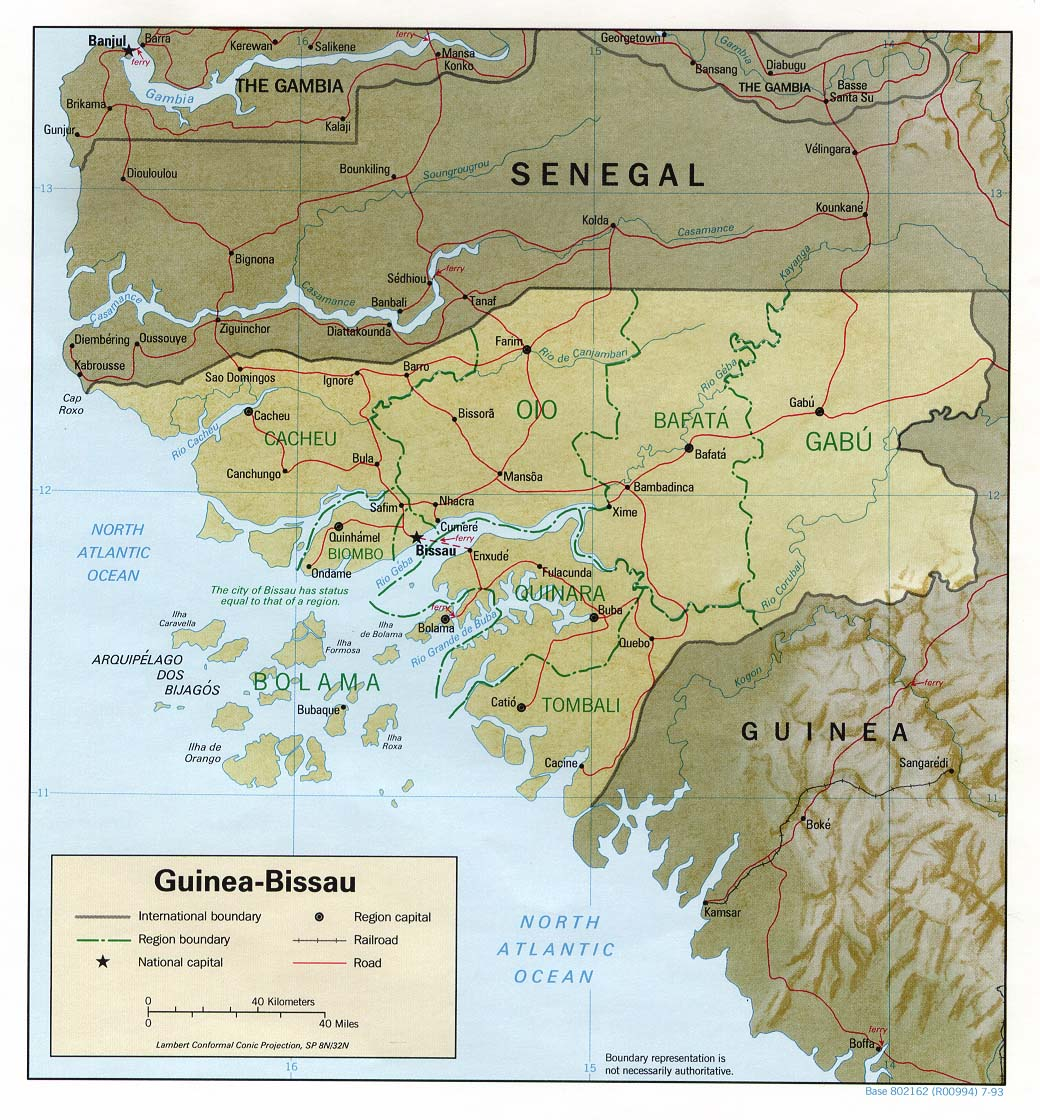
نقشه سیاسی گینه بیسائو

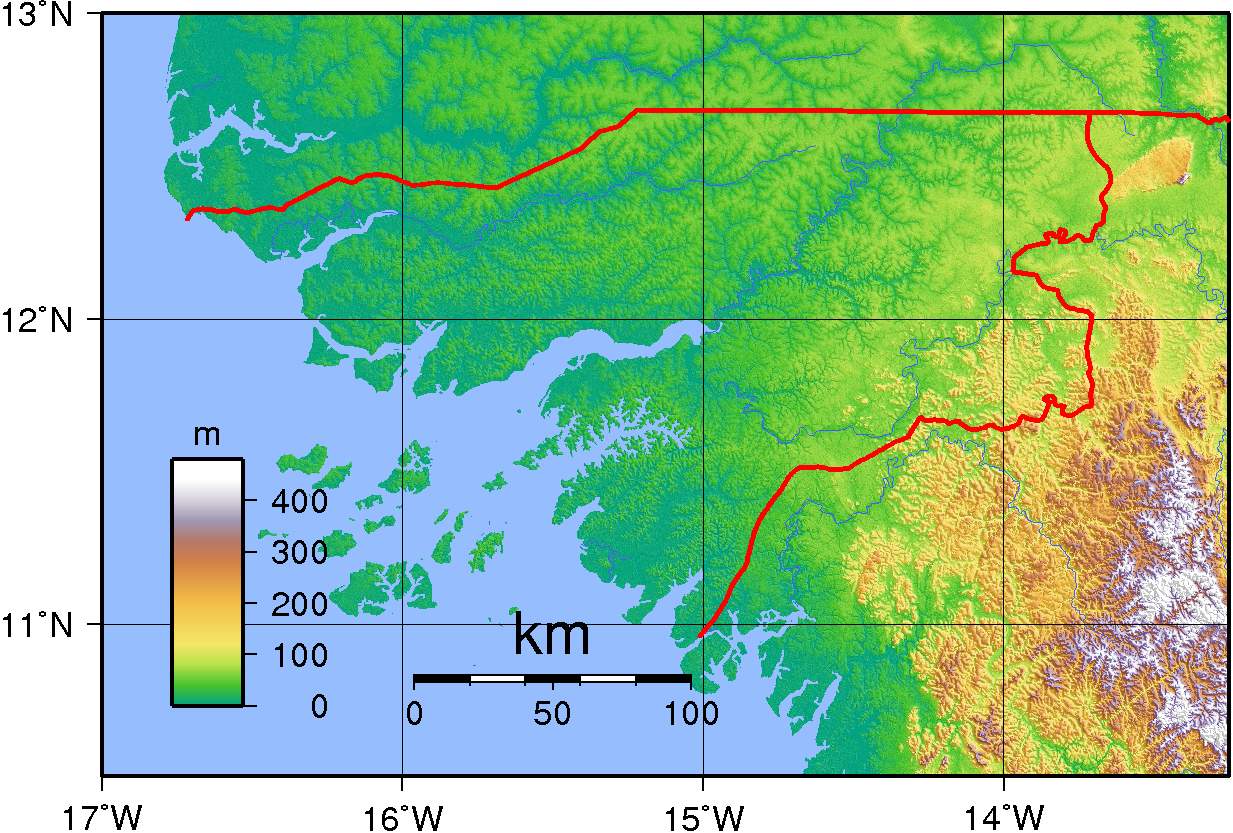
نقشه ناهمواری‌های گینه بیسائو

گینه بیسائو کشوری در غرب آفریقا است که در سواحل اقیانوس اطلس واقع شده‌است. این کشور از نام پایتخت خود، بیسائو، برای متمایز کردن آن از گینه، همسایه آن در شرق و جنوب استفاده می‌کند. گینه بیسائو فقط با دو کشور هم‌مرز است. شهر بیسائو پایتخت و بزرگترین شهر این کشور است. سایر شهرهای بزرگ بافاتا، گابو و بیسورا هستند.
گینه بیسائو یکی از کوچکترین کشورهای غرب آفریقا است. گینه بیسائو مساحتی معادل ۳۶۱۲۵ کیلومتر مربع را اشغال می‌کند که بزرگتر از لسوتو، اما کوچکتر از توگو است. گینه بیسائو از شمال به سنگال، از شرق و جنوب به گینه و از غرب به اقیانوس اطلس محدود می‌شود. مجمع‌الجزایر بیژاگوس (بیساگوس) و جزایر دیگری که در روبه‌روی ساحل گینه بیسائو قرار دارند نیز به این کشور تعلق دارند.
زمین گینه بیسائو عمدتاً متشکل از دشت‌های ساحلی کم‌ارتفاع است، اما در داخل کشور تپه‌زارها هم وجود دارند. آب و هوای آن گرمسیری با طیف وسیعی از جانوران، گیاهان و تنوع زیستی است. برپایه گزارش فائو، جنگل‌ها ۷۰ درصد از کل کشور را پوشش می‌دهند. نیمی از جمعیت این مستعمره سابق پرتغال در منطقه ساحلی زندگی می‌کنند و قرن‌ها در یک رابطه تنگاتنگ با جنگل‌های حرا و ماهیگیری غنی آن بوده‌اند.
اقتصاد گینه بیسائو همچنین به کشاورزی و فعالیت‌های کشاورزی و دامداری و همچنین به برداشت چوب بستگی دارد. این کشور از نظر تولید بادام هندی در رتبه چهارم آفریقا قرار دارد و صادرات بادام هندی ۶۰ درصد از درآمد ملی این کشور را تشکیل می‌دهد.

## جغرافیای فیزیکی
تقریباً تمام زمین‌های گینه‌بیسائو پست است به‌طوری که روزانه آب‌های جزر و مدی دریا تا ۱۰۰ کیلومتر در داخل این کشور را غوطه‌ور می‌کند. رو به داخلهٔ کشور زمین‌های کمی تپه‌ای می‌شوند و در بخش جنوب شرقی کشور، فلات فوتا جالون تقریباً تا ۱۸۰ متر بالا می‌رود. تپه‌های بوئه از دامنه‌های غربی فوتا جالون تا حوضه کوروبال و دشت گابو امتداد دارند.
بیشتر زمین‌های کشور مسطح و به‌طور متوسط فقط ۲۰ تا ۳۰ متر بالاتر از سطح دریا هستند و ارتفاع فلات‌های کم‌ارتفاع در شرق تا ۱۵۰ متر افزایش می‌یابد. گینه بیسائو دارای خط ساحلی پیچیده‌ای در اقیانوس اطلس است و ریزشگاه‌های رودخانه‌ای پرشماری دارد که به داخل خشکی نفوذ می‌کنند. دره‌های ساحلی به‌طور مرتب در معرض سیلاب هستند که باعث می‌شود برای کشت برنج مناسب باشند. گینه بیسائو را می‌توان در کل به صورت یک خور و منطقه حول رودی پهناور و بزرگ به نام گبا و شاخه‌های آن به‌شمار آورد که این امر رفت‌وآمد جاده‌ای در کشور را دشوار کرده‌است و برای رفتن از یک نقطه ساحلی به نقطه دیگر باید مسافتی را به داخلهٔ کشور رفت و بازگشت.
پایین‌ترین نقطه در سطح دریا در اقیانوس اطلس است. در حالی که بلندترین نقطه آن تپه‌ای به ارتفاع ۳۰۰ متر و بدون نام در منطقه شرقی است. گینه بیسائو به غیر از زمین‌های کم ارتفاع خود، دارای تعداد زیادی زمین جزر و مدی نیز می‌باشد که در اثر بالا و پایین رفتن جزر و مد پوشیده و آشکار می‌شوند.

## جزایر بیژاگوس

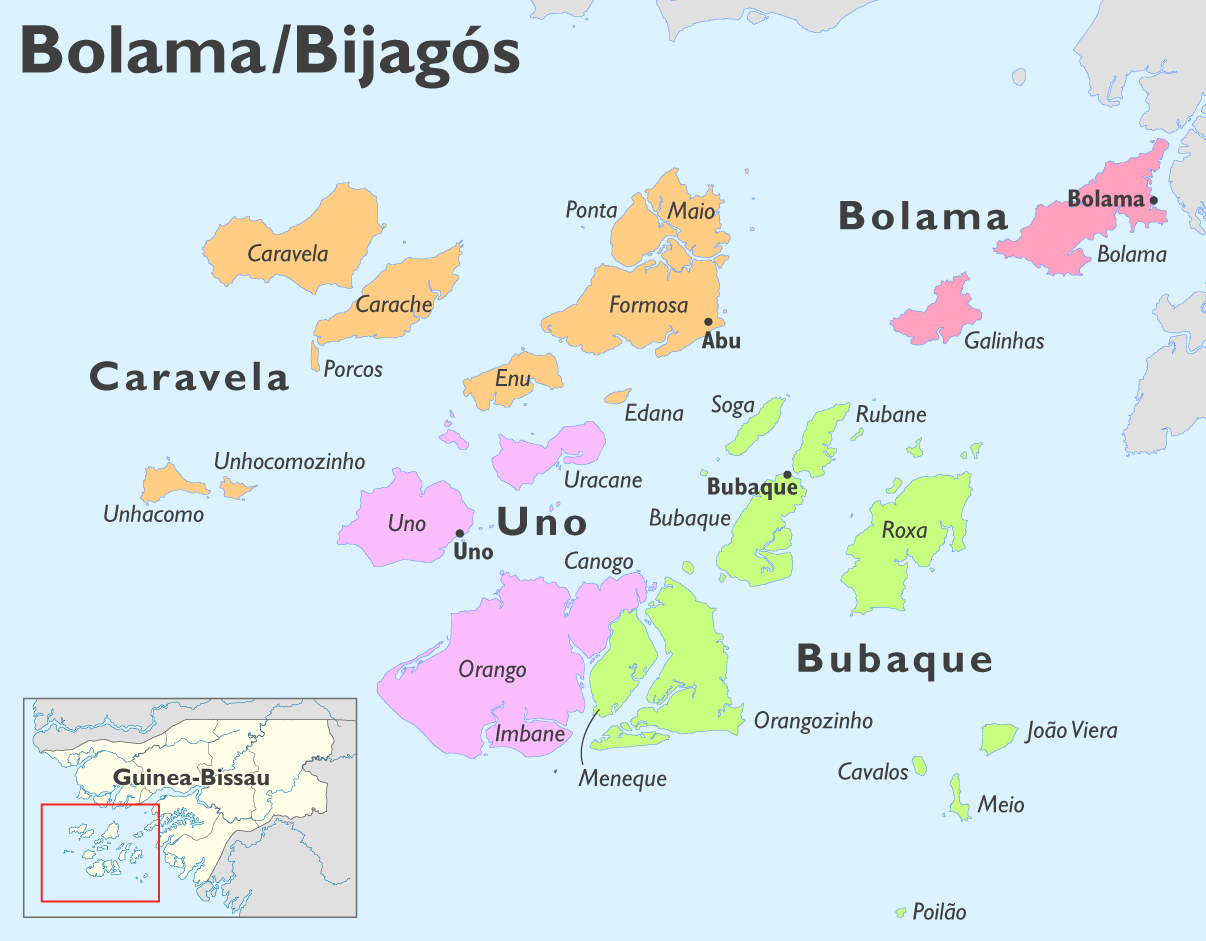
جزیره‌های بیژاگوس

بیژاگوس، مجمع‌الجزایری شامل حدود ۸۸ جزیره در شمال اقیانوس اطلس است گه ۲۰ عدد از آن‌ها به‌طور دائم مسکونی هستند. پرجمعیت‌ترین شهر این جزایر شهر بوباکه است. مجمع الجزایر بیژاگوس به عنوان یکی از زیباترین گروه جزیره‌های جهان در نظر گرفته می‌شود. این گروه از آبخوست‌ها که در سال ۱۹۶۶ توسط یونسکو به عنوان ذخیره‌گاه زیست‌کره فهرست شده‌است، پناهگاهی برای گیاهان و جانوران دریایی فراوان از جمله لاک‌پشت‌های دریایی و اسب‌های آبی است. برخی از این جزایر نیز به عنوان پارک ملی و به عنوان منطقه حفاظت‌شده دریایی محافظت می‌شوند. مجمع‌الجزایر بیژاگوس از نظر اقتصادی برای گردشگری، ماهیگیری و بهره‌برداری از درختان نخل بومی هم مهم است.

## آب و هوا
این کشور در مناطق استوایی مرطوب، بین خط استوا و مدار راس‌السرطان، و بین اقیانوس اطلس و بلوک قاره‌ای سودان-ساحل قرار دارد. در گینه بیسائو دو فصل مشخص وجود دارد: فصل گرم و بارانی که از ماه مه تا نوامبر ادامه دارد و فصل گرم و خشک از نوامبر تا آوریل.
آب و هوای گینه بیسائو بسیار گرم و میانگین سالانه آن ۳۳ درجه سانتی‌گراد است، اما ماه‌هایی بسیار گرم و شرجی دارد. دمای میانگین آب دریا نیز ۲۶ درجه اشت. گرم‌ترین و پرباران‌ترین قسمت این کشور کاشئو و خنک‌ترین مکان آن بیومبو است. با توجه به میزان بارندگی کمتر بهترین زمان برای سفر از نوامبر تا مه است. بیشترین بارندگی از ژوئیه تا اکتبر رخ می‌دهد.